# Franz Pomper
Franz Pomper (* 5. April 1931 in Rotenturm an der Pinka; † 29. Juni 2007 ebenda) war ein österreichischer Politiker (SPÖ). Er war von 1982 bis 1987 Abgeordneter zum Burgenländischen Landtag und von 1987 bis 1992 Mitglied des Bundesrates.

## Leben
Pomper wurde als Sohn des Schneidermeisters Johann Pomper geboren und besuchte nach der Volksschule in Rotenturm und Großwarasdorf die Hauptschule in Wien und Stoob. Danach absolvierte er zwei Klassen der Lehrerbildungsanstalt in Wien und wechselte danach an die Berufsschule, wobei er ab 1948 Lehrling bei seinem Vater war. 1952 legte er die Gesellenprüfung ab, ab 1958 war er im Außendienst einer Versicherung beschäftigt.
Pomper begann seine politische Karriere 1957 als Ortsparteiobmann der SPÖ Rotenturm und wurde 1958 in den SPÖ-Bezirksausschuss entsandt. Er wurde 1959 zum Gemeinderat gewählt und übernahm 1962 das Amt des Bürgermeisters von Rotenturm. Daneben war er führend im ASKÖ Burgenland aktiv, wo er ab 1956 als Präsidiumsmitglied, danach als Vizepräsident und ab 1983 als Präsident fungierte. Zudem war er ab 1985 ASKÖ-Vizepräsident in der Bundesorganisation des Vereins. Des Weiteren war Pomper Vizepräsident des Burgenländischen Fußballverbandes und von 1975 bis 1988 Vorsitzender des Straf- und Meldeausschusses (STRUMA). Er vertrat die SPÖ vom 29. Oktober 1982 bis zum 30. Oktober 1987 im Burgenländischen Landtag und wurde am 19. November 1987 in den Bundesrat entsandt. Er gehörte dem Gremium bis zum 31. August 1982 an, wobei er vom 1. Juli 1991 bis zum 31. Dezember 1991 die Funktion des Präsidenten des Bundesrates innehatte. 1992 legte Pomper seine Funktion als Ortsparteivorsitzender der SPÖ Rotenturm und als Bezirksparteivorsitzender-Stellvertreter der SPÖ Oberwart nieder, sein Amt als Bürgermeister übte er bis 2002 aus. Er war damit der längstdienende Bürgermeister Österreichs.

## Auszeichnungen
- Goldenes Verdienstzeichen der Republik Österreich
- Großes Silbernes Ehrenzeichen mit dem Stern für Verdienste um die Republik Österreich
- Verdienstkreuz des Landes Burgenland
- Komturkreuz des Landes Burgenland